# Гней Аррий Авгур
Гней Аррий Авгур (лат. Gnaeus Arrius Augur) — римский политический деятель первой половины II века.
О происхождении Авгура нет никаких сведений. Возможно, его дядей был консул-суффект 97 года Гней Аррий Антонин. О карьере Гнея ничего неизвестно кроме того, что в 121 году он занимал должность ординарного консула вместе с Марком Аннием Вером.